# Bulgarische Volleyballnationalmannschaft der Männer

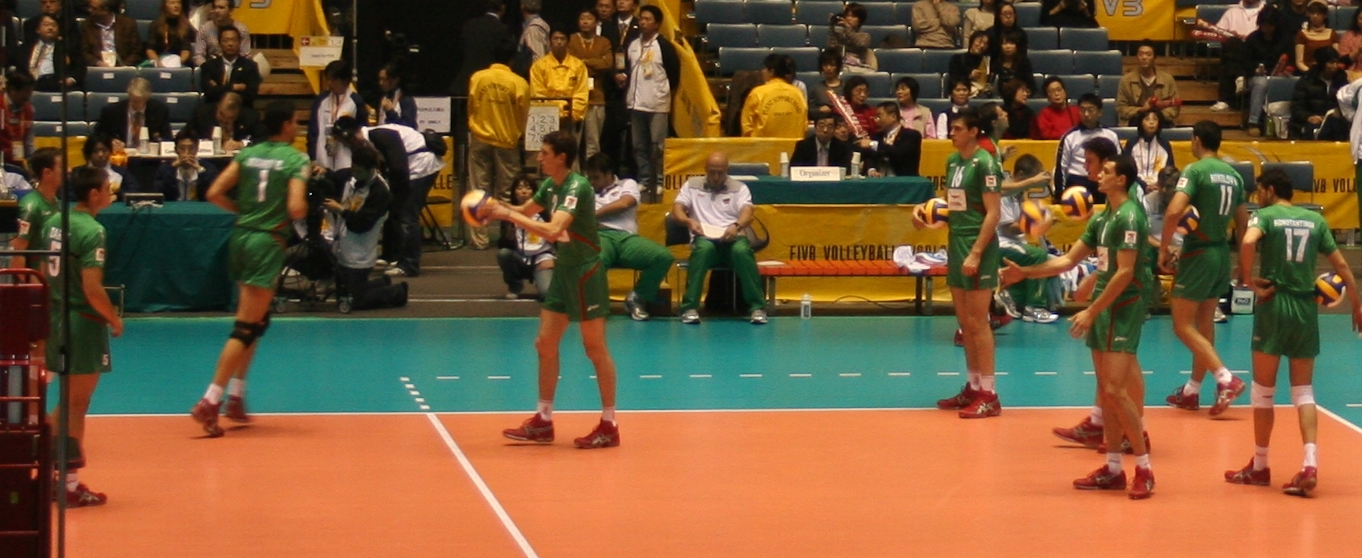
Die Bulgarische Volleyball-Nationalmannschaft der Männer vor dem Halbfinale der Weltmeisterschaft 2006

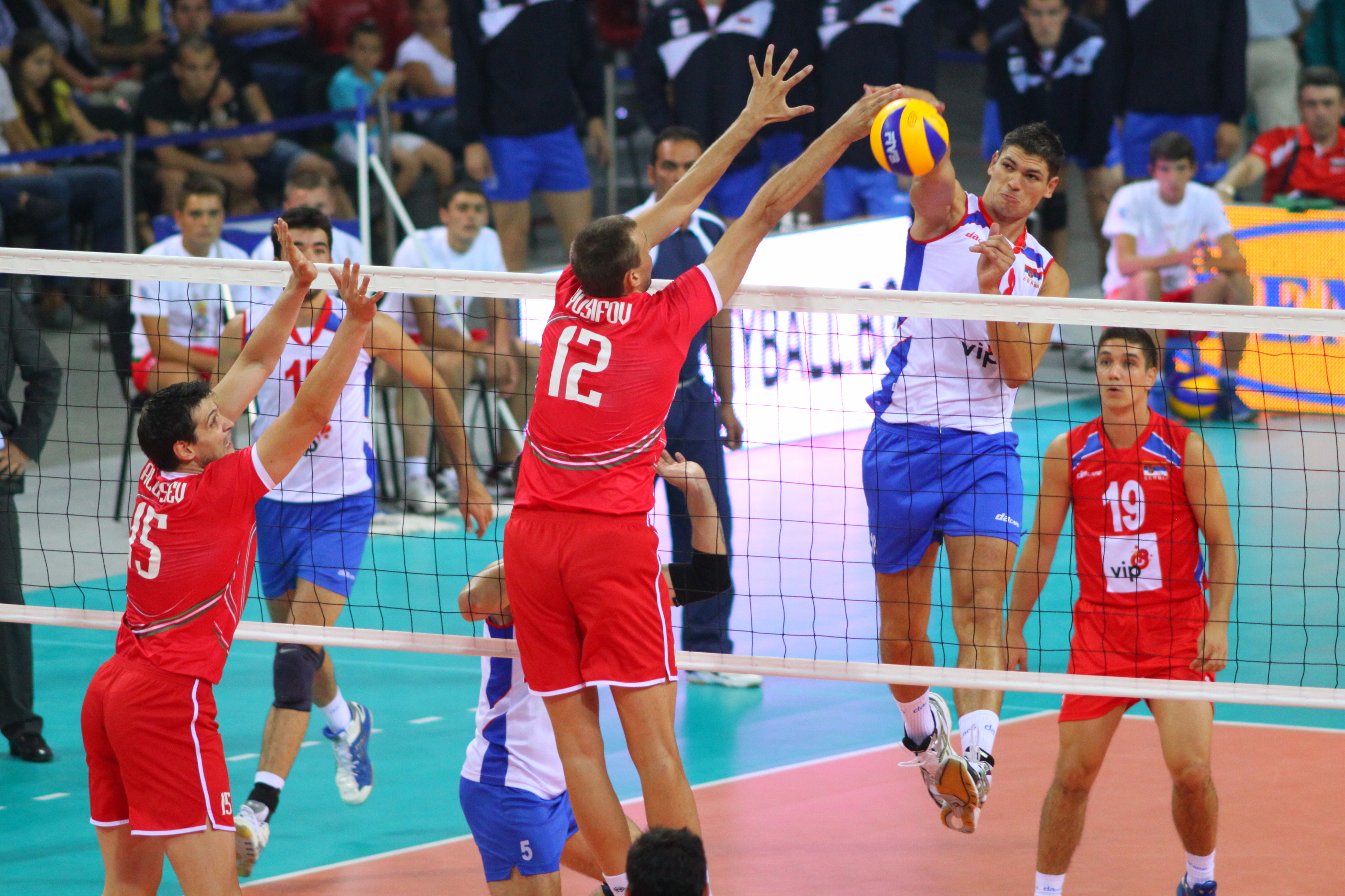
Bulgarien (vorne in rot) in einem Freundschaftsspiel gegen Serbien 2011

Die bulgarische Volleyballnationalmannschaft der Männer ist eine Auswahl der besten bulgarischen Spieler, die die Balgarska Federazija po Wolejbol bei internationalen Turnieren und Länderspielen repräsentiert.

## Geschichte

### Weltmeisterschaften
Bei den ersten beiden Volleyball-Weltmeisterschaften belegte Bulgarien jeweils den dritten Rang. 1956 wurden die Bulgarien Fünfter. Nachdem sie 1960 ihr bislang einziges WM-Turnier verpasst hatten, erreichten sie bei den nächsten beiden Turnieren den vierten und siebten Platz. Den bislang größten Erfolg gab es 1970, als Bulgarien im eigenen Land erst im Finale der DDR-Auswahl unterlag. Danach ging es zunächst abwärts bis zum zehnten Platz 1978, aber danach wurden die Ergebnisse mit Rang fünf und drei wieder besser. Auf die Platzierungen fünf, neun und sieben folgte 2002 das schlechteste Ergebnis (Platz 13). Bei der WM 2006 wurde Bulgarien Dritter und bei der WM 2010 Siebter. Bei der WM 2018 war Bulgarien gemeinsam mit Italien Ausrichter. Sie erreichten die zweite Runde und belegten den neunten Platz.

### Olympische Spiele
Bei den ersten olympischen Turnieren 1964 und 1968 wurde Bulgarien Fünfter und Sechster. 1972 in München steigerten sich die Bulgaren auf den vierten Rang. 1980 in Moskau unterlag sie dem Gastgeber Sowjetunion erst im Endspiel. Bei den Turnieren 1988 und 1996 reichte es noch zu den Plätzen sechs und sieben. 2008 in Peking schied Bulgarien im Viertelfinale gegen Russland aus und wurde Fünfter. 2012 in London wurden die bulgarischen Männer nach einer 1:3-Niederlage gegen Italien Vierter.

### Europameisterschaften
1950 nahm Bulgarien als Gastgeber erstmals an der Volleyball-Europameisterschaft und wurde Vierter. Ein Jahr später unterlagen die Bulgarien der Sowjetunion erst im Finale. Es folgten ein dritter und zwei vierte Plätze. Vom neunten Rang 1967 arbeitete sich Bulgarien wieder nach oben, ehe es mit dem zehnten Platz 1979 einen Rückschlag gab. 1981 im eigenen Land und 1983 in der DDR wurde Bulgarien jeweils Dritter. Über Rang fünf ging es zunächst hinab auf Platz elf, dann gab es vier Turnieren um Platz fünf. Von 1997 bis 2001 waren die Ergebnisse etwas schlechter. 2003 schieden die Bulgaren in der Vorrunde aus, 2005 waren sie nicht dabei. Die EM 2007 beendeten sie als Neunter. Bei der EM 2009 holte Bulgarien die Bronzemedaille. Bei der EM 2015 war Bulgarien Co-Gastgeber mit Italien und erreichte den vierten Platz. Bei der EM 2023 war Bulgarien Co-Gastgeber mit Italien, Nordmazedonien und Israel. 

### World Cup
Bulgarien war an den ersten drei Turnieren des World Cup beteiligt und belegte die Plätze neun, vier und sechs. In den 1980er und 1990er Jahren waren die Bulgaren nicht mehr vertreten. Bei der Rückkehr 2007 schafften sie als Dritter den größten Erfolg.

### Weltliga
Bulgarien nahm 1994 erstmals an der Weltliga teil und wurde Vierter. Nach dem fünften Platz 1995 schieden die Bulgaren 1996 in der Vorrunde aus. Ein Jahr später belegten sie den sechsten Rang, danach scheiterten sie in der zweiten Runde. Das gleiche Ergebnis gab es 2003. In den Jahren 2004 bis 2007 erreichte Bulgarien abwechselnd den vierten und fünften Platz. Von 2008 bis 2010 reichte es nur zum siebten, neunten und wieder siebten Rang. 2011 steigerte man sich auf Platz fünf und 2012 auf Platz vier.

### Europaliga
Die Europaliga fand bisher ohne Bulgarien statt.

### Nations League
An der Volleyball Nations League nimmt Bulgarien seit 2018 teil.